# XXV Puchar Gordona Bennetta (balonowy)
XXV Puchar Gordona Bennetta – zawody balonów wolnych zorganizowane w Brukseli 20 czerwca 1937 roku.

## Historia
Po wygraniu w Warszawie zawodów przez Ernesta Demuyter'a zawody o puchar Gordona Bennetta w 1937 roku organizował Aeroklub Belgii. Termin ustalono na 20 czerwca, inaczej niż w poprzednich latach gdy organizowano były jesienią.

### Udział Polaków
Początkowo przewidywano zgłoszenie tylko dwóch balonów Warszawa i Polonia. Balon L. O. P. P., który w 1936 roku wylądował w tundrze pozostał w Rosji i dopiero w lutym 1937 roku wrócił do Polski. Ostatecznie zgłoszono 3 balony. LOPP na którym poleciał kpt. Z. Burzyński z porucznikiem B. Koblańskim (klub Balonowy Guma w Sanoku), który był zwycięzcą zawodów im.Wańkowicza w 1937 roku, Polonia II z załogą kpt. A. Januszem i inżynierem L. Krzyszkowskim z Mościckiego Klubu Balonowego. Jako trzeci zgłoszono balon Warszawa II z kpt. Franciszkiem Hynkiem i inżynierem Franciszkiem Janikiem z Aeroklubu Warszawskiego.
Start balonów nastąpił ze stadionu Heysel w Brukseli. Prognozy meteorologiczne do momentu startu zakładały, że balony polecą w kierunku Morza Północnego, dopiero w ostatnim biuletynie wydanym już podczas startu informowano o zmianie wiatru na południowo-wschodni. 
Podczas napełniania balonów pękł belgijski balon Belgica, ale udało się go naprawić. Większość balonów wylądowała na terenie Czechosłowacji, jednak dwa niemieckie balony Chemnitz X i Alfred Hildenbrant zostały przez wojskowe samoloty zmuszone do lądowania. W związku z tym Niemcy złożyły wniosek o unieważnienie zawodów.

## Uczestnicy
| Zajęte miejsce | Balon                 | Pojemność [m³] | Załoga                                 | Kraj       | Czas lotu [h] | Odległość w km | Miejsce lądowania (najbliższe duże miasto)  |
| -------------- | --------------------- | -------------- | -------------------------------------- | ---------- | ------------- | -------------- | ------------------------------------------- |
| 1.             | Belgica               | 2200           | Ernest Demuyter Pierre Hoffmans        | Belgia     | 46:00         | 1396,00        | Łotwa Tuckum (Ryga)                         |
| 2              | Polonia               | 2200           | Antoni Janusz Leszek Krzyszkowski      | Polska     | 46:30         | 1364,00        | Łotwa Ance (Windawa)                        |
| 3.             | Zurich                | 2205,5         | Erich Tilgenkamp Mauritz Ten Bosch     | Szwajcaria | 27:25         | 871,00         | Polska Wielka Łąka (Gostyń)                 |
| 4.             | Le plus pur de Sports | 2200           | Charles Dollfus Pierre Jacket          | Francja    | 26:20         | 846,00         | Czechosłowacja Svidnice Kostelec Nad Orlici |
| 5.             | Warszawa              | 2204           | Franciszek Hynek Zbigniew Burzyński    | Polska     | 24:15         | 839,00         | Niemcy Neuguth Fraustadt                    |
| 6.             | Alfred Hildebrandt    | 2200           | Carl Götze jr. Werner Lohmann          | III Rzesza | 26:00         | 834,00         | Czechosłowacja Nahod -Vrchoviny             |
| 7.             | Sachsen               | 2310,00        | K. Schaeffer v. Hammerstein            | III Rzesza | 24:15         | 826,00         | Czechosłowacja Jisbice (Nymburk)            |
| 8.             | LOPP                  | 2310,00        | Zbigniew Burzyński Bronisław Koblański | Polska     | 25:40         | 825,00         | Polska Ławica (Poznań)                      |
| 9.             | Ville de Bruxelle     | 2200           | Philippe Quersin Martial van Schelle   | Belgia     | 24:20         | 766,00         | Czechosłowacja Klokow (Turnov)              |
| 10.            | Chemnitz X            | 2200           | Richard Schütze F. R. Becker           | III Rzesza | 22:30         | 724,00         | Czechosłowacja Jesienice                    |
| 11.            | Aero-Club de France   | 2200           | J. M. Crombez J. Sauvegrain            | Francja    | 21:35         | 597,00         | Czechosłowacja (Falknow)                    |
| 12.            | S. 11                 | 2200           | Thonnard Dubreuck                      | Belgia     | 19:35         | 593,00         | Niemcy (Ratyzbona)                          |

## Nagrody
Aeroklub Belgii przewidział nagrody pieniężne dla 5 najlepszych załóg. Za pierwsze miejsce 25 000 franków belgijskich (około 4 500 złotych), za drugie 10 000, za trzecie 7500, za czwarte 5000 i za piąte 2500. Dodatkowo przewidziano nagrody za przebyte kilometry. Każdy pokonany kilometr został wyceniony na kwotę 1 franka.